# Mara (rivière africaine)
Pour les articles homonymes, voir Mara.
La Mara est une rivière d'Afrique coulant au Kenya et en Tanzanie. Elle donne son nom à la réserve nationale du Masai Mara située au Kenya.

## Géographie
La Mara prend sa source dans les montagnes de l'ouest du Kenya, dans la vallée du Grand Rift et coule vers le sud-ouest en direction du Masai Mara qu'elle traverse du nord au sud. Elle franchit ensuite la frontière et passe en Tanzanie où elle se dirige vers l'ouest en traversant rapidement le nord du parc national du Serengeti puis se jette dans le lac Victoria après avoir formé un immense marais.
Les crocodiles sont communs aux abords de cette rivière comme de nombreuses espèces d'oiseaux. Des ongulés comme les gnous migrants entre le Masai Mara et le Serengeti doivent franchir son cours ce qui occasionne de nombreux décès chez ces animaux, précisément du fait des attaques des crocodiles au milieu de la rivière, lorsque les gnous sont les plus vulnérables ; ainsi que par les animaux noyés après être emportés par les rapides de cette rivière. Les cadavres servent alors de nourriture aux vautours qui suivent les troupeaux jusqu'à la Mara.

## Galerie

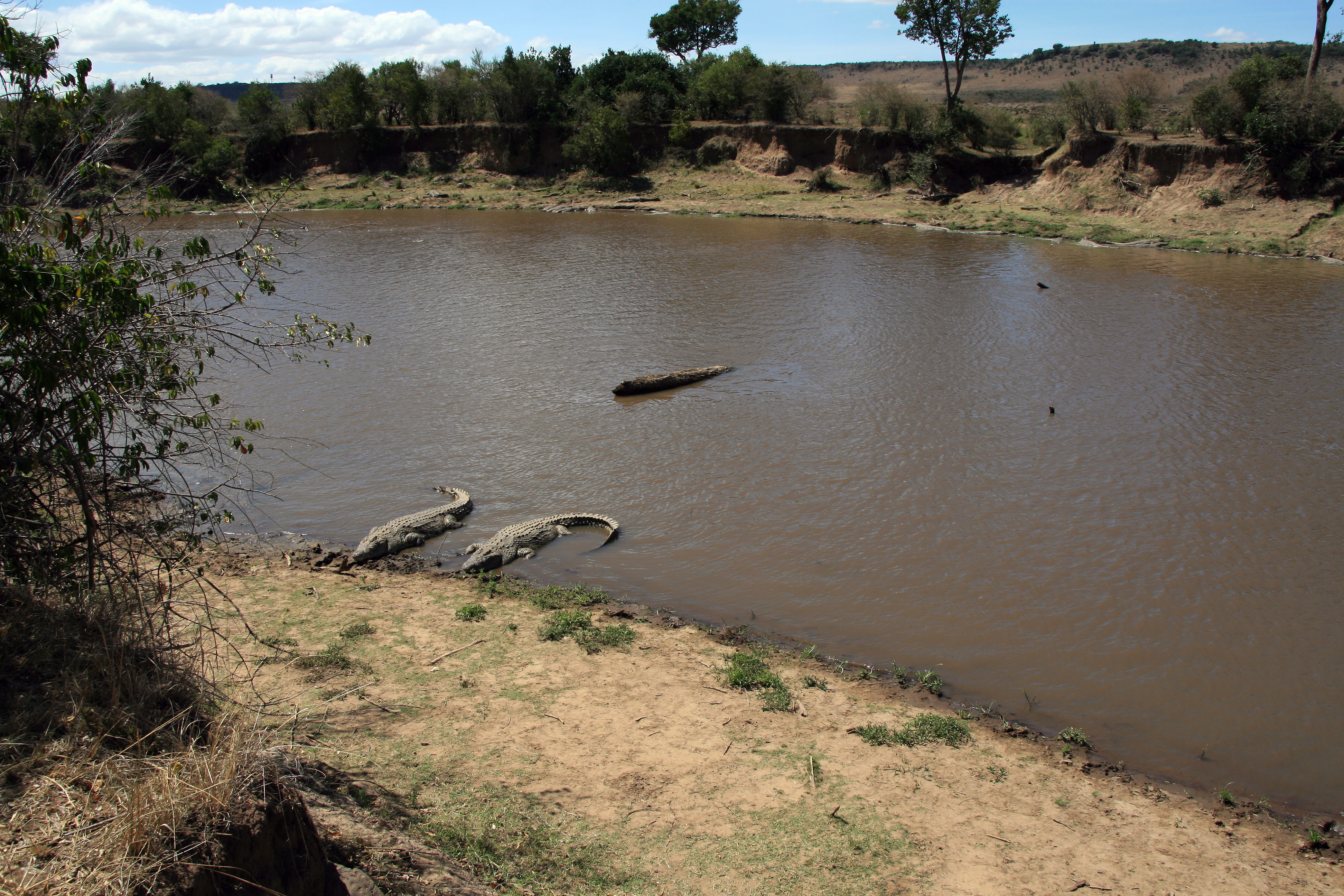
Crocodiles à la Rivière Mara
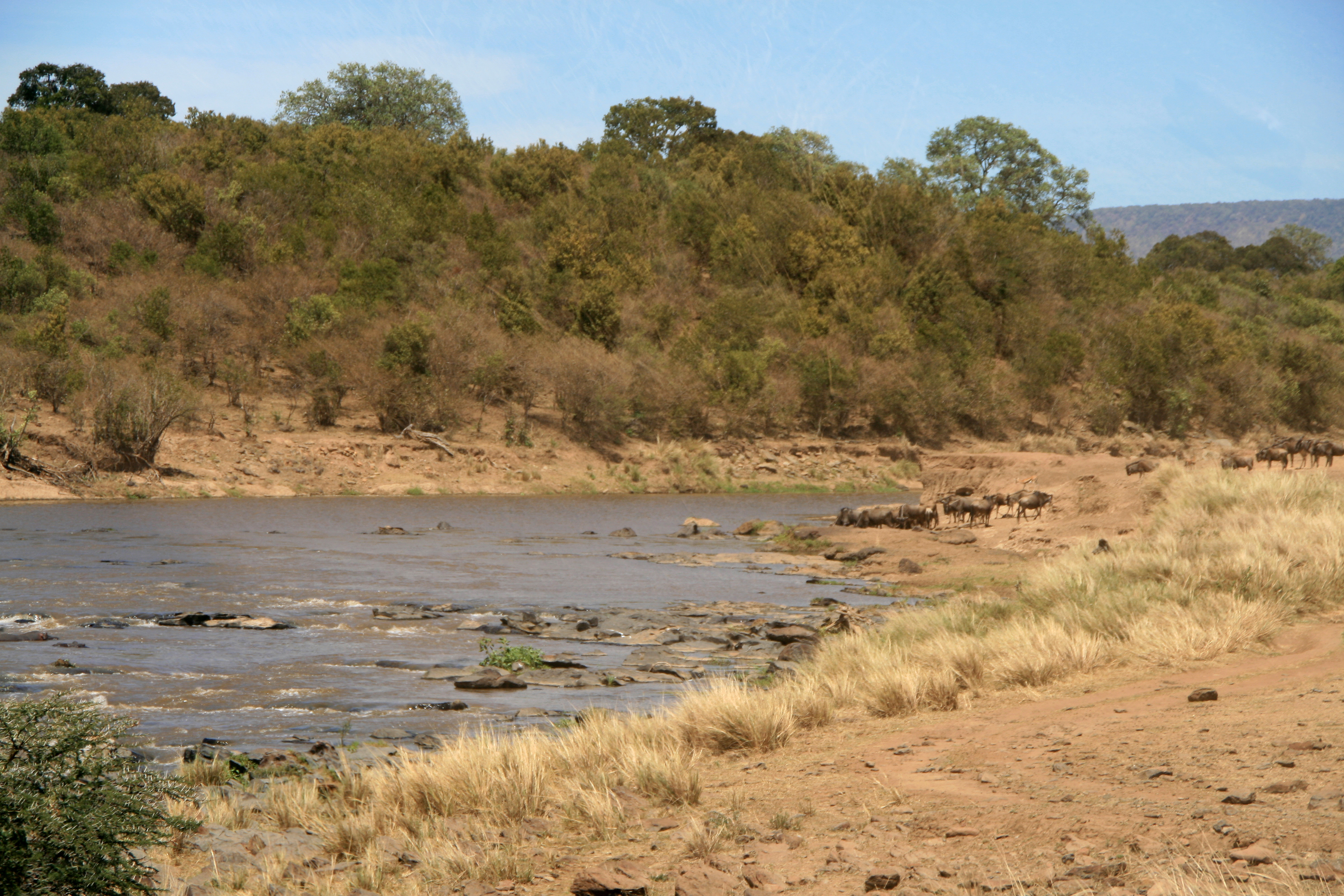
Gnous sur le point de traverser la rivière Mara
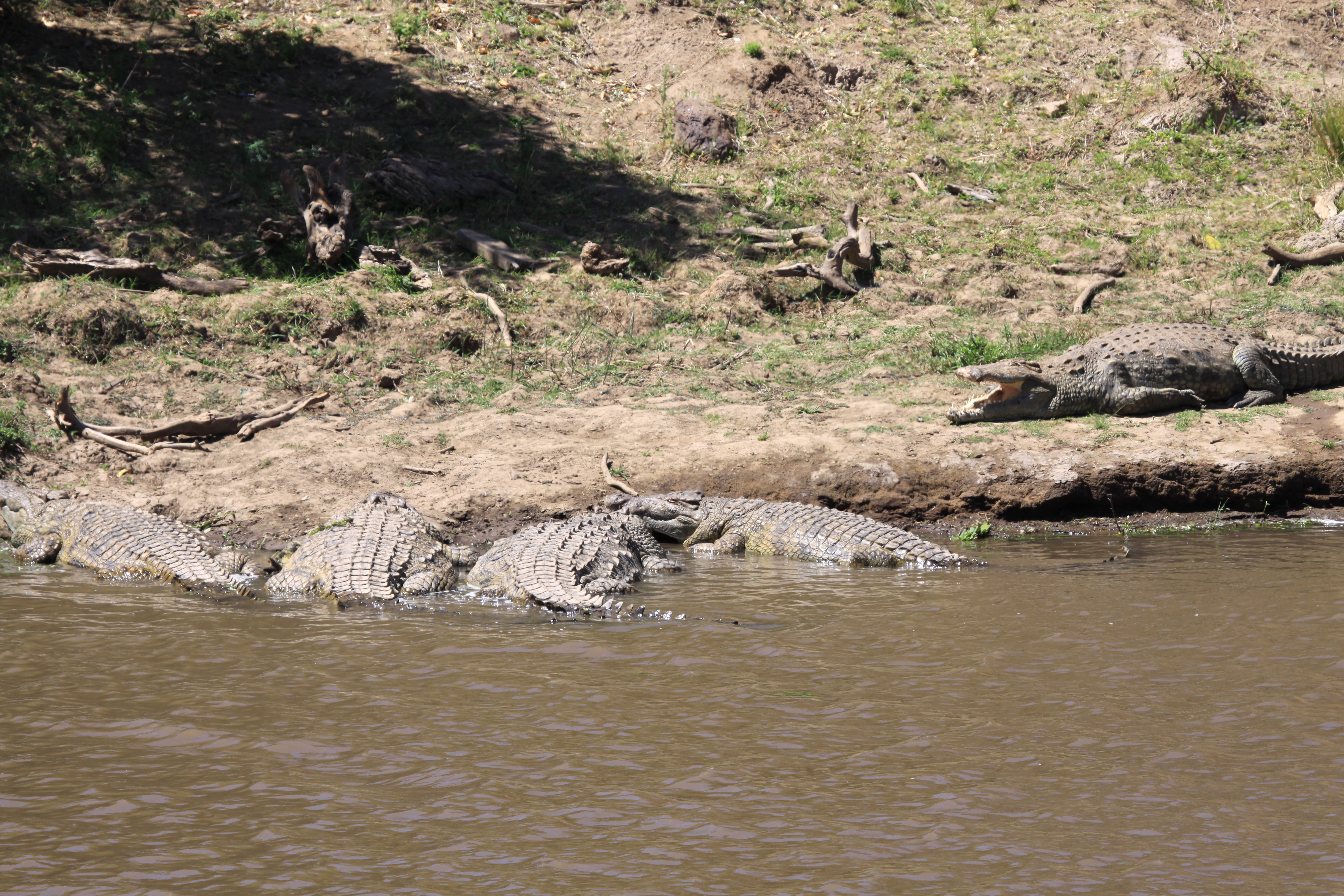
Crocodiles à la Rivière Mara
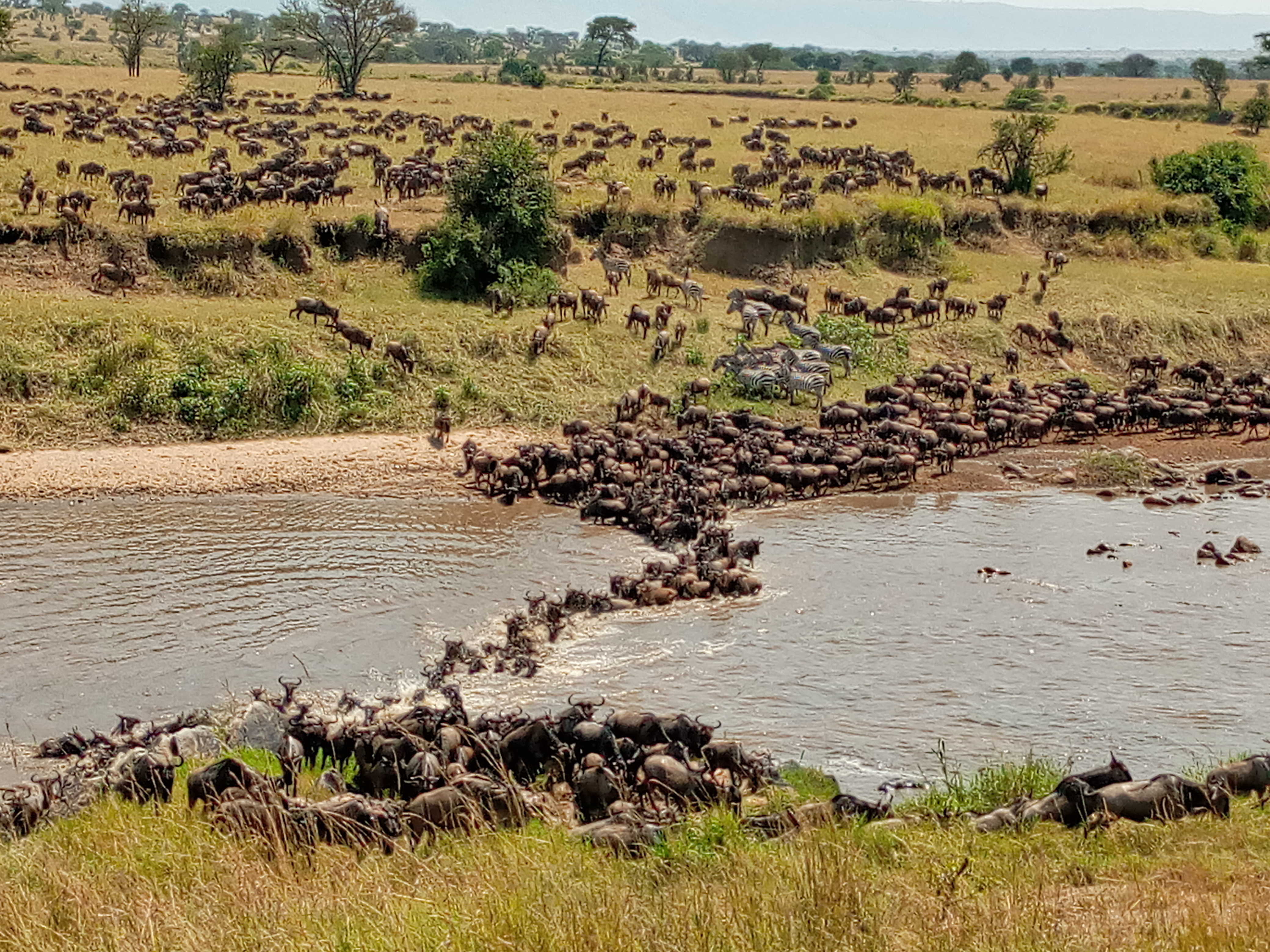
Endroit où les gnous traversent la rivière Mara.